# استپان وارطانیان
استپان همایاکی وارطانیان (ارمنی: Ստեփան Հմայակի Վարդանյան؛  زادهٔ ۱۰ مهٔ ۱۹۲۳ - درگذشته ۱۰ اوت ۲۰۱۱) کارمند دولتی، نویسنده، دولتمرد اهل ارمنستان بود.

## زندگی‌نامه
وی در ۱۰ مهٔ ۱۹۲۳ در آزاتاوان به دنیا آمد و از دانشکده تاریخ دانشگاه دولتی ایروان و مدرسه عالی حزبی کمیته مرکزی حزب کمونیست اتحاد شوروی (۱۹۵۳) فارغ‌التحصیل گشت. همچنین برندهٔ جوایزی همچون نشان پرچم سرخ کار، نشان برجسته افتخار و نشان دوستی خلق شده است. وی در ۱۰ اوت ۲۰۱۱ در سن ۸۸ سالگی درگذشت.

## یادداشت
1. ↑  ԽՄԿԿ ԿԿ-ին կից բարձրագույն կուսակցական դպրոց